# Haplaxius crudus
Espèce
Haplaxius crudus est une espèce d'insectes hémiptères de la famille des Cixiidae, originaire des régions tropicales d'Amérique.
La forme adulte de cette cicadelle se nourrit sur les palmiers, principalement le cocotier, tandis que les formes larvaires vivent dans les racines de plantes herbacées.
Cette espèce est le vecteur d'un phytoplasme, 'Candidatus Phytoplasma palmae',  responsable du jaunissement mortel du palmier, en Floride et dans les Antilles.

## Synonymes
Selon Catalogue of Life (26 septembre 2013) :
- Haplaxius cocois (Fennah, 1945)
- Myndus crudus Van Duzee, 1907
- Paramyndus cocois Fennah, 1945